# Karnit Flugová
Karnit Flugová (hebrejsky קרנית פלוג‎, Karnit Flug, * 9. ledna 1955 Varšava) je izraelská ekonomka a bývalá guvernérka izraelské centrální banky.

## Biografie
Narodila se roku 1955 ve Varšavě do rodiny přeživších holokaustu. Ve věku tří let imigrovala s rodinou do Izraele. Vychodila střední školu v Jeruzalémě. Její otec byl v Izraeli předsedou sdružení přeživších holokaustu.
V roce 1980 absolvovala magisterské studium ekonomie na Hebrejské univerzitě v Jeruzalémě. Roku 1985 pak získala doktorát na Kolumbijské univerzitě v New Yorku. Její doktorská práce nesla titul Government policies in a general equilibrium model of international trade and human capital. Od roku 1984 byla činná v Mezinárodním měnovém fondu. Roku 1988 se vrátila do Izraele, kde působila ve výzkumném oddělení národní banky. Zabývala se makroekonomií a pracovním trhem. Pak po několik let působila jako výzkumná pracovnice v Inter-American Development Bank. Do centrální banky se znovu vrátila roku 1997, nyní jako zástupkyně ředitele výzkumného oddělení, od roku 2001 byla jeho ředitelkou. Zasedala i v řadě vládních výborů.
Roku 2011 ji tehdejší guvernér centrální banky Stanley Fischer jmenoval svou zástupkyní. Do funkce guvernérky izraelské centrální banky byla jmenována 13. listopadu 2013. Již několik měsíců předtím zastávala funkci úřadující guvernérky.
V červnu 2018 v interview pro The Times of Israel podpořila provedení dlouhodobých ekonomických reforem. Ačkoliv makroekonomická situace Izraele podle ní je příznivá, hospodářství se potýká s některými strukturálními a neřešenými problémy, jako je nízká zaměstnanost mezi ultraortodoxními muži nebo arabskými ženami, vysokou míru ohrožení chudobou a nižší produktivitou práce. V roce 2018 se začala řešit její budoucnost na postu guvernérky. Její mandát měl vypršet v listopadu toho roku a podle informací izraelského tisku nebyl ministr financí Moše Kachlon nakloněn jejímu setrvání ve funkci.